# Religion en République arabe sahraouie démocratique
 (mars 2023).
Si vous disposez d'ouvrages ou d'articles de référence ou si vous connaissez des sites web de qualité traitant du thème abordé ici, merci de compléter l'article en donnant les références utiles à sa vérifiabilité et en les liant à la section « Notes et références ».
L'islam sunnite est la religion principale de la République arabe sahraouie démocratique et du Sahara occidental. Les musulmans sunnites constituent environ 99,9 % de la population. Avant 1975, il y avait plus de 20 000 catholiques au Sahara occidental, mais lors du recensement de 2007, il n'en restait que 100.